# César Goyeneche Acuña
César Goyeneche Acuña (Bogotà, 26 d'agost de 1974) és un ciclista colombià, professional del 1997 al 2000. Del seu palmarès destaca el Campionat nacional en ruta de 1999.

## Palmarès
- 1997
  - Vencedor de 2 etapes a la Volta al Táchira
  - Vencedor d'una etapa a la Ruta a Mèxic
  - Vencedor d'una etapa al Clásico RCN
- 1998
  - Vencedor d'una etapa a la Volta al Táchira
- 1999
  -  Campió de Colòmbia en ruta